# Sharafābād-e Bālā
Sharafābād-e Bālā (persiska: شَرَفابادِ بالا, شَرَف آباد, شرف آباد بالا) är en ort i Iran.   Den ligger i provinsen Lorestan, i den västra delen av landet, 400 km sydväst om huvudstaden Teheran. Sharafābād-e Bālā ligger 1 634 meter över havet och antalet invånare är 313.
Terrängen runt Sharafābād-e Bālā är kuperad. Runt Sharafābād-e Bālā är det ganska tätbefolkat, med 56 invånare per kvadratkilometer. Närmaste större samhälle är Harsīn, 18,4 km norr om Sharafābād-e Bālā. Omgivningarna runt Sharafābād-e Bālā är i huvudsak ett öppet busklandskap.